# Avotrichodactylus constrictus
Avotrichodactylus constrictus е вид ракообразно от семейство Trichodactylidae. Видът не е застрашен от изчезване.

## Разпространение
Разпространен е в Мексико (Веракрус, Оахака, Табаско и Чиапас).

## Описание
Популацията на вида е стабилна.